# Vostok (motorfiets)
Vostok is een historisch merk van wegrace-motorfietsen.
In de tijd dat de Sovjet-Unie poogde mee te doen in de wegrace (1964-1968) werd dat meestal met Vostoks gedaan. De machines werden door het ontwikkelingsbureau CKEB ontwikkeld en soms, vooral in de beginjaren, ook onder die naam ingeschreven. Vertaald in latijns schrift werd dit SKEV, soms verbasterd tot SKF, waardoor deze "merknamen" ook in uitslagenlijsten voorkwamen.

## CKEB (SKEV)
In 1962 verscheen de Rus Nikolaj Sevast'ânov met de machines onder de naam "CKEB" in de 250- en de 350cc-klasse aan de start. In 1963 scoorde hij in de 350cc-klasse zelfs vijf punten en in de Grand Prix van Finland kwam hij aan de start met een 500 cc viercilinder, waarmee hij vijfde werd.
Deze 500 cc-machines hadden voor Sovjet-begrippen zeer moderne techniek, zoals vier cilinders, dubbele bovenliggende nokkenasen en Dell'Orto carburateurs die via een desmodromische bedieningsas geopend en gesloten werden. De machines waren duidelijk afgeleid van Jawa-modellen. Ze leverden een behoorlijk vermogen, maar kwamen tekort op het gebied van de betrouwbaarheid.

## Vostok
.

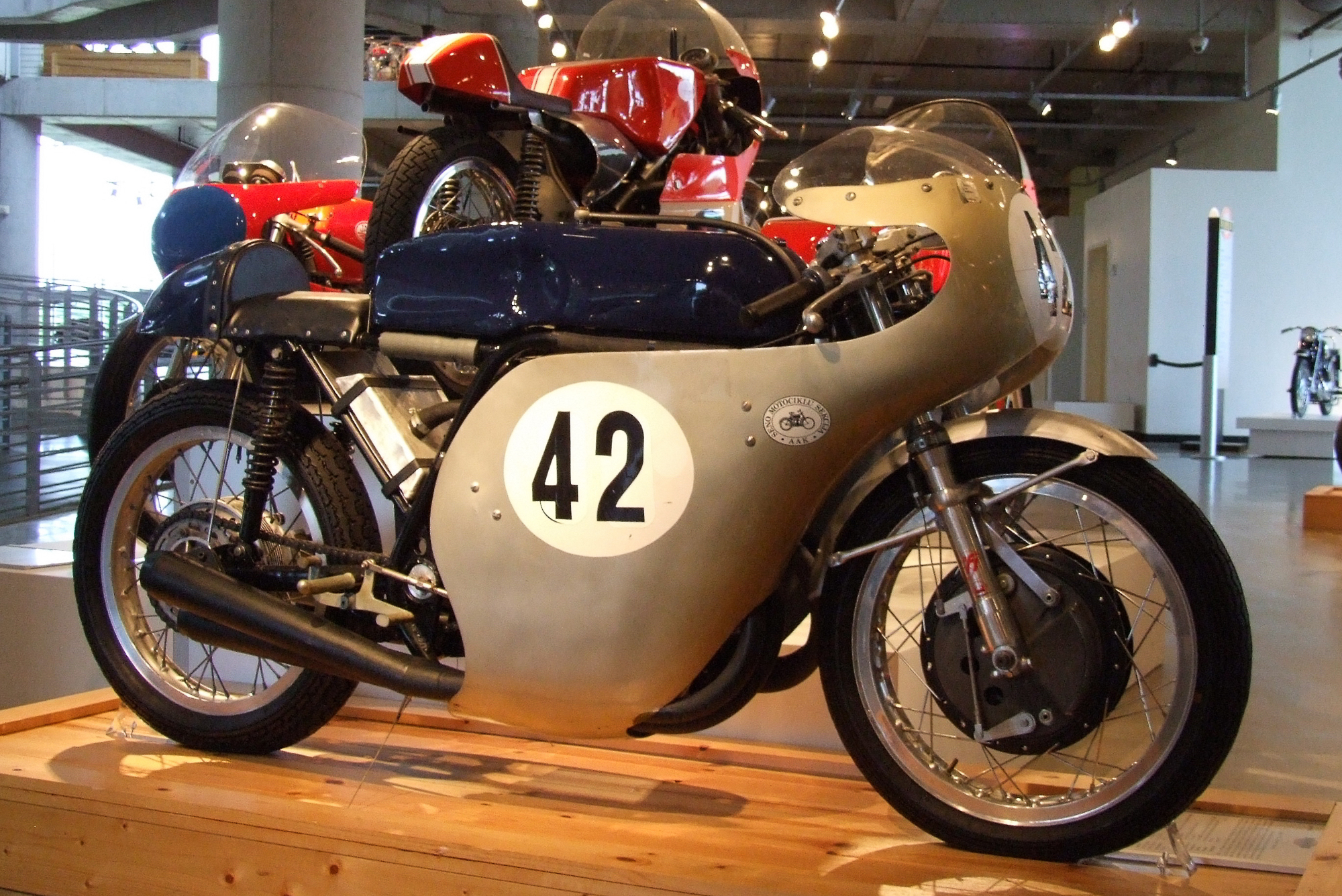
Vostok C364 viercilinder uit 1969. In eerdere jaren werd de machine onder de naam "CKEB" ingezet

In 1964 waren de machines voorzien van de merknaam "Vostok" en naast Sevast'ânov was er een tweede rijder aangetrokken: Endel Kiisa. Die scoorde zelfs een podiumplaats (derde) in de Finse 350cc-Grand Prix. In Monza kon Kiisa ook goed meekomen, maar zijn machine ging stuk. Nikolaj Sevast'ânov scoorde in de 500cc-klasse zes punten en eindigde als twaalfde in het wereldkampioenschap.
In 1965 bleef de 500cc-Vostok op stal, maar Nikolaj Sevast'ânov werd derde in de 350cc-GP van Tsjecho-Slowakije. Hij werd ook derde in de Grand Prix van de Adriatische Zee, maar die telde nog niet meer voor het wereldkampioenschap.

## CZ
In de jaren na 1965 verscheen Vostok niet op de circuits, maar de 350cc-CZ-racers waren omgedoopte Vostoks. František Šťastný werd met een tot 450 cc opgeboorde versie zelfs derde in de TT van Assen van 1966.

## Vostok
In de Finse GP van 1968 kwamen de Russische Vostoks weer terug, ditmaal in de 500cc-klasse. Het leek in de race erg goed te gaan. Endel Kiisa bleef met zijn Vostok twee ronden lang kort achter Giacomo Agostini (MV Agusta) rijden en in de derde ging hij hem zelfs voorbij. In de vierde ronde moest Kiisa echter naar de pit om uiteindelijk uit te vallen, maar Nikolai Sevotjanov werd met zijn Vostok vierde.
In 1969 vocht Juri Randla in de 500cc-GP van de DDR om de derde plaats toen hij met carburatieproblemen uitviel. Randla zou geen WK-punten scoren. Endel Kiisa scoorde één punt in de 350cc-klasse.
Na 1969 verschenen de Vostoks niet meer op de internationale circuits. De belangen van de Oostbloklanden werden vertegenwoordigd door de Jawa 350 cc V4 tweetaktmotor.